# Armin Selbitschka
Armin Selbitschka (* 5. Dezember 1975 in Pfaffenhofen an der Ilm) ist ein deutscher Sinologe und Archäologe. Er forscht und lehrt besonders in den Bereichen der chinesischen Archäologie und der alten chinesischen Geschichte und interessiert sich dabei v. a. für sozialgeschichtliche Phänomene und transkulturelle Bewegungsprozesse etwa von der Shang-Dynastie (ca. 16. Jh.-1046 v. u. Z.) bis zur Yuan-Dynastie (1279-1368).

## Leben und Wirken
Nach einer Ausbildung zum Kommunikationselektroniker (Fachrichtung Telekommunikation) bei Siemens in München (1992 bis 1996) und Zivildienst bei Bayerisches Roten Kreuz (1996 bis 1997) besuchte Armin Selbitschka zwischen 1997 und 1999 die Staatliche Berufsoberschule (Bayern) in Scheyern, an der er die Allgemeine Hochschulreife (Abitur) erwarb.
Ab 1999 studierte er an der Ludwig-Maximilians-Universität München (LMU) Sinologie, Chinesische Kunst und Archäologie, Vor- und Frühgeschichte sowie Japanologie und schloss sein Studium 2005 mit dem Magister Artium in Sinologie ab. Zwischen 2001 und 2002 verbrachte er ein Semester an der Sichuan-Universität und im Jahr 2002 nahm er an einer archäologischen Lehrgrabung in Farchant bei Garmisch-Partenkirchen teil.
2008 promovierte er an der Ludwig-Maximilians-Universität München im Rahmen des von der Deutschen Forschungsgemeinschaft geförderten Graduiertenkolleg „Formen von Prestige in Kulturen des Altertums“ im Fach Sinologie. Seine Doktorarbeit betreuten Thomas O. Höllmann, Hans van Ess und Amei Lang.
Zwischen 2008 und 2015 war Armin Selbitschka Akademischer Rat auf Zeit an der Ludwig-Maximilians-Universität München. Während dieser Zeit verbrachte er zwei Jahre (2012 bis 2014) an der Stanford University. Den Aufenthalt ermöglichte ihm ein Forschungsstipendium der Alexander-von-Humboldt-Stiftung (AvH). Ab Herbst 2015 forschte und lehrte er als Assistant Professor of Ancient Chinese History und Global Network Professor am Campus der New York University (NYU) in Shanghai. Gleichzeitig war er an das Institute for the Study of the Ancient World (ISAW) angebunden. 2018 wurde er als Professor für Alte Chinesische Geschichte und Archäologie an die Ludwig-Maximilians-Universität München berufen.
Seit Ende 2021 ist Armin Selbitschka Scout des Henriette Herz Scouting-Programms der Alexander-von-Humboldt-Stiftung. Weiter erhielt er mehrere Kurzzeitstipendien u. a. für Forschungsaufenthalte an die University of California, Berkeley und die Akademie der Sozialwissenschaften (CASS) in Beijing sowie Drittmittel für eine Forschungskooperation mit Roel Sterckx von der University of Cambridge.
Armin Selbitschka ist Mitglied im Editorial Board der Zeitschriften Early China und Early Medieval China sowie der Buchreihe Marco Polo: Studies for Global Europe-Asia Connections, die von der Kunstgeschichtlerin Sabrina Rastelli an der Ca’ Foscari in Venedig herausgegeben wird.
Seine Forschung durchlief erfolgreich den Peer Review zahlreicher international anerkannter Zeitschriften wie World Archaeology, Harvard Journal of Asiatic Studies, Early China, Early Medieval China, Asia Major, Bulletin of the Museum of Far Eastern Antiquties (Östasiatiska museet), Asian Perspectives und Oriens Extremus sowie einigen Populärwissenschaftlichen Organen wie Antike Welt und einem Sonderband von Damals.

## Schriften/Werke (Auswahl)
- „Astana, Jiaohe and other Turfan Cemeteries: The Movement of People, Ideas, and Objects in Gaochang Kingdom (442-640)“. In The World of the Ancient Silk Road. Edited by Xinru Liu. London: Routledge, 2023 [2022], S. 276–292.
- „Die Mär von den ‚Barbaren‘: Das chinesische Mittelalter“. In China: Das Reich der Mitte von den Anfängen bis heute. Hrsg. von DAMALS: Das Magazin für Geschichte und Kultur. Darmstadt: Wissenschaftliche Buchgesellschaft, 2020, S. 33–44.
- „Tribute, Hostages, and Marriage Alliances: A Close Reading of Diplomatic Strategies in the Northern Wei Period“. Early Medieval China 25 (2019): 64-84.
- „‚I Write, Therefore I Am‘: Scribes, Literacy and Identity in Early China“. Harvard Journal of Asiatic Studies 78.2 (2018): 413-476.
- „Sacrifice vs. Sustenance: Food as a Burial Good in Late Pre-Imperial and Early Imperial Chinese Tombs and Its Relation [to] Funerary Rites“. Early China 41 (2018): 179-243.
- „Genuine Prestige Goods in Mortuary Contexts: Emulation in Polychrome Silk and Byzantine Solidi from Northern China“. Asian Perspectives 57.1 (2018): 2-50.
- „The Pitfalls of Second-hand Information: On the Traditionalist Dogma in Chinese Excavation Reports“. Bulletin of the Museum of Far Eastern Antiquities 79-80 (2018 [2020]): 31-72.
- „The Early Silk Road(s)“. In Oxford Research Encyclopedia of Asian History. Edited by David Ludden. New York: Oxford University Press, 2018. https://oxfordre.com/asianhistory/display/10.1093/acrefore/9780190277727.001.0001/acrefore-9780190277727-e-2
- „A Tricky Game: A Re-evaluation of Liubo 六博 Based on Archaeological and Textual Evidence“. Oriens Extremus 55 (2016) [2018]: 105-166.
- „Miniature Tomb Figurines and Models in Pre-imperial and Early Imperial China: Origins, Development, and Significance“. World Archaeology 47.1 (2015): 20-44.
- „Early Chinese Diplomacy: Realpolitik vs. the so-called Tributary System“. Asia Major, Third Series, 28.1 (2015): 61-114.
- Prestigegüter entlang der Seidenstraße? Archäologische und historische Untersuchungen zu Chinas Beziehungen zu Kulturen des Tarimbeckens vom zweiten bis frühen fünften Jahrhundert nach Christus. Wiesbaden: Harrassowitz, 2010. = Asiatische Forschungen 154.
- „Moxing mingqi suo miaohui de Han dai Lingnan diqu de richang shenghuo“ 模型明器所描繪的漢代岭南地區的日常生活. In Xi Han Nanyue guo kaogu yu Han wenhua 西漢南越國考古与漢文化. Hrsg. von Zhongguo Shehui Kexueyuan Kaogu Yanjiusuo 中國社會科學院考古研究所und Guangzhou shi Wenwu Kaogu Yanjiusuo 廣州市文物考古研究所. Beijing: Kexue chubanshe, 2010, S. 177–205
- „Von anständigen Kindern und fliegenden Kranichen. Wandmalereien in mongolenzeitlichen Gräbern Chinas“. Antike Welt 35.1 (2004): 3-9.